# 吉田紗也加
吉田 紗也加（よしだ さやか、1990年5月20日 - ）は、日本の女優。東京都出身。身長148cm。血液型はB型。
4C所属。

## プロフィール
- 趣味：ダンス・ピアノ
- 特技：歌・短距離走
- 中学時代はダンス部に所属していた。得意のダンスはジャズダンス。
- 弟がいる。

## 出演

### テレビドラマ
- 虹色定期便（2002年度、NHK教育） - 津田はるみ 役
- 心の砕ける音〜運命の女〜（2005年、WOWOW）
- 大好き!五つ子Go!!（2005年7月 - 8月、TBS） - 桜井亜理沙 役
- 大好き!五つ子Go2!!（2006年7月 - 9月、TBS） - 桜井亜理沙 役
- 新・風のロンド（2006年、東海テレビ、フジテレビ） - 野代美幸 役
- 金曜エンタテイメント「マイ・ハウス」（2006年8月11日、フジテレビ） - 大崎真理 役
- いい女（2006年、TBS） - 中村由梨 役
- ケータイ刑事 銭形雷 第7話（2006年、BS-i）
- 帰ってきた時効警察 第6話（2007年、テレビ朝日）
- 大好き!五つ子Go3!!（2007年7月 - 8月、TBS） - 桜井亜理沙 役
- 大好き!五つ子2008（2008年8月 - 9月、TBS） - 桜井亜理沙 役
- GTO 第1話（2012年7月3日、関西テレビ）
- 明日の光をつかめ -2013 夏- 第11話（2013年7月15日、東海テレビ）
- 刑事のまなざし 第9話（2013年12月2日、TBS） - 看護師 役

### 映画
- T.R.Y.（2002年）
- 突入せよ! あさま山荘事件（2002年）

### 舞台
- ココ・スマイル3 〜虹色のメロディー〜

### アニメ
- 時をかける少女 (2006年の映画)

### CD
- ふたりはプリキュア Max Heart

### VP
- 日本銀行